# Ce qui arrive à un petit malin de peintre
Pour plus de détails, voir Fiche technique et Distribution.
Ce qui arrive à un petit malin de peintre (A Tricky Painter's Fate aux États-Unis ou A Railway Passenger's Ruse au Royaume-Uni) est un film muet de Georges Méliès sorti en 1908. 